# Linea rovente
Linea rovente  è stato un programma televisivo italiano di genere talk show, in onda su Rai Tre nella stagione 1987-1988, che ha segnato l'esordio come conduttore del giornalista Giuliano Ferrara. La prima puntata, in diretta dagli studi Rai di Roma, è stata trasmessa martedì 10 novembre 1987 alle 20:30.

## Il programma
Il programma, ideato da Lio Beghin, era strutturato come una sorta di processo, con una prima parte dedicata alla presentazione (e alla discolpa) dell'"imputato", presente in studio. Seguiva una seconda parte con una fiction ispirata agli eventi trattati nella puntata; infine, il terzo segmento della trasmissione – che andava in onda intorno alle 23.30 – era dedicato al verdetto, di condanna o di assoluzione, emesso sulla base dei voti che gli spettatori potevano esprimere con una telefonata al numero 06/8262, stesso numero telefonico utilizzato da altre trasmissioni dell'epoca della terza rete Rai, tutte facenti parte del ciclo Chiama in diretta RAITRE ovvero Telefono giallo, Posto pubblico nel verde, Chi l'ha visto? (che lo usa tuttora), Parte civile ed 8262. Ospite della prima puntata fu lo psicanalista Armando Verdiglione.
Linea rovente andò in onda per sette puntate, con discreto successo di pubblico, che apprezzava il tono molto diretto della trasmissione e la spettacolarizzazione dei dibattiti, elemento che costituirà poi la cifra stilistica di Ferrara in televisione, per gli anni seguenti.